# Torquigener albomaculosus
Torquigener albomaculosus, o pez globo de manchas blancas, es una especie de pez globo del género Torquigener, la vigésima en ser descubierta. La especie fue descubierta en las aguas oceánicas que circundan las islas Ryūkyū, frente a la costa sur de la isla Amami Ōshima, en el sur de Japón. Las profundidades observadas de la especie varían entre 10 y 27 m. La cabeza y el cuerpo de este pez son de color marrón con manchas blancas en el lomo. Su abdomen es de color plateado con manchas blancas.
Los machos son famosos por su ritual de apareamiento durante el que crean nidos circulares de unos 2 m de diámetro en la arena. Este tipo de diseños de nidos se descubrieron por buzos en 1995, pero su origen fue un misterio hasta que se descubrió la especie. Los nidos tienen la función de atraer parejas a través de su impresionante diseño y su capacidad de recolectar partículas finas de arena, factores ambos que influyen en la elección de pareja por parte de la hembra. Los machos nunca reutilizan un nido. Si bien se creía originalmente que esta especie de pez era la única en crear estos elaborados nidos, nidos similares se observaron en 2018 en la costa de Australia Occidental, presuntamente hechos por una especie relacionada de Torquigener.
En 2015, el International Institute for Species Exploration (Instituto Internacional para la Exploración de Especies) incluyó a esta especie como una de las «Diez nuevas especies más importantes» descubiertas en 2014. El científico y divulgador David Attenborough describió a esta especie como «los artistas más grandes del reino animal».